# Grube Wolf
Die Grube Wolf war ein Bergwerk in Herdorf in Rheinland-Pfalz. Sie war eine der leistungsstärksten Gruben des Siegerlandes und hat maßgebend zum Erzabbau im Hellertal beigetragen. Abgebaut wurden in ihr Spat- und Brauneisenstein.

## Geschichte
Schon vor 1740 lohnte sich offensichtlich im Gebiet „Am Wolf“ der Bergbau. Der Amtsaktuar J.H. Lamprecht führt in seiner 1741 verfassten Beschreibung der Ämter Freusburg und Friedewald aus: „Herdorf hat.... auf dem nächst dem Selbachschen Kippel (Hohenseelbachskopf) stehenden Berge liegend, ein Eisensteinberg, der Wolf genannt, so sich frei treibt.“
1870 kam es zu Konsolidationen benachbarter Grubenfelder. Der Schacht der Grube Wolf wurde 1890 errichtet und hatte einen Durchmesser von 3,5 m und eine Teufe von 710,74 m. Er wurde nach der Stilllegung nicht verfüllt. Die Gesamtteufe der Grube lag bei 814,5 m. 1916 wurde sie durch die Firma Krupp übernommen. Es folgten diverse Modernisierungen, wie z. B. eine Dampfmaschine, durch die die Förderung auf 5000 t pro Monat gesteigert werden konnte. Zwischen dem 31. Oktober 1925 und dem 1. Mai 1937 wurde die Grube aufgrund Absatzmangels stillgelegt. Die Freien Grunder Eisenwerke bauten 1936 den Förderturm, der ein Jahr später fertiggestellt wurde. Dieser war ein weit sichtbares Zeichen des Erzbergbaus im Hellertal. Es bestand ein Verbund zur Grube San Fernando, mit der und Füsseberg Wolf ein Jahr später einen Verbund einging. 1945 kam die Stilllegung, durch Friedrichshütte wurde die Wasserhaltung aufrechterhalten, so dass 1952 wieder gefördert werden konnte.
Im Jahr 1953 wurde die Grube der Erzbergbau Siegerland AG angeschlossen. Am 15. Juli 1958 wurde die Förderung eingestellt und am 31. März 1962 (eine andere Quelle sagt 1964) wurde sie endgültig stillgelegt. Ca. 300 Belegschaftsmitglieder verloren ihren Arbeitsplatz. Ein neugegründeter Verein wollte den Förderturm als Bergbaudenkmal erhalten, was jedoch nicht gelang. Im Jahr 1975 wurde der Turm abgerissen. Die Gesamtförderung der Grube lag bei 1.245.682 t Eisenerz.

## Mineralien

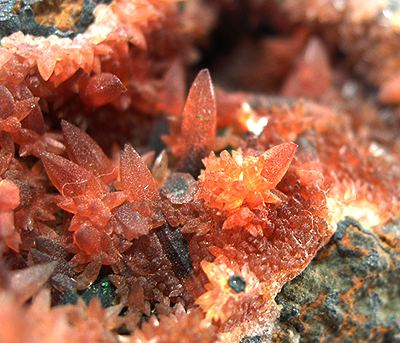
Rhodochrosit aus der Grube Wolf

Berühmt wurde die Grube auch außerhalb Deutschlands durch das Vorkommen von seltenen Mineralien, wie z. B. des Rosenspates.